# 爱国乡
爱国乡，是中华人民共和国四川省凉山彝族自治州会理市曾经下辖的一个乡。

## 行政区划
爱国乡撤销前下辖以下地区：
沿河村、黑涛河村、江西湾村和杨家箐村。